# Stereopsidales
Stereopsidales Sjökvist, E. Larss., B.E. Pfeil & K.H. Larss. – rząd grzybów z klasy pieczarniaków (Agaricomycetes).

## Charakterystyka
Po raz pierwszy opisano go w 2014 roku jako rodzaj Stereopsis, który do tej pory klasyfikowany był w rzędzie żagwiowców (Polyporales). Owocniki łopatkowate lub lejkowate. Rozwijają się w glebie, na żywym lub martwym drewnie. Hymenium gładkie lub pomarszczone. System strzępkowy monomityczny, strzępki z prostymi przegrodami lub sprzążkami, cienkościenne. Podstawki maczugowate z 4 sterygmami i prostą przegrodą lub sprzążką u podstawy. Bazydiospory elipsoidalne do półkulistych, gładkie, cienkościenne, nieamyloidalne, niecyjanofilne, po wyschnięciu stają się kanciaste.

## Systematyka
Pozycja w klasyfikacji według Index FungorumIncertae sedis, Agaricomycetes, Agaricomycotina, Basidiomycota, Fungi.
Według Dictionary of the Fungi Stereopsidales to takson monotypowy zawierający jedną tylko rodzinę z jednym rodzajem:
- rodzina Stereopsidaceae Sjökvist, E. Larss., B.E. Pfeil & K.H. Larss. 2013
  - rodzaj: Stereopsis D.A. Reid 1965[1].

Nazwy naukowe według Index Fungorum.